# Lara Dickenmann
Lara Dickenmann (Kriens, Suiza; 27 de noviembre de 1985) es una futbolista suiza que juega como centrocampista en el VfL Wolfsburgo, de la Bundesliga de Alemania.
Dickenmann comenzó a jugar al fútbol en el SC Kriens. A los 15 años comenzó su carrera en el FC Sursee, actual FC Lucerna femenino. En 2002, con sólo 16 años, debutó en la selección suiza y también jugó por primera vez la Liga de Campeones. En 2002 y 2004 jugó la Eurocopa sub-19. En 2004 se marchó a estudiar a Estados Unidos, y jugó cuatro años en la liga universitaria americana. 
En 2008 Dickenmann volvió a Suiza y fichó por el FC Zürich, con el que ganó su primera liga. Al año siguiente dio el salto al Olympique de Lyon francés, con el que ha ganado dos Ligas de Campeones. Marcó el gol de la sentencia en la final de la primera.

## Clubes
| Club                | País           | Año         |
| ------------------- | -------------- | ----------- |
| SC Kriens           | Suiza          | 1993 - 2000 |
| DFC Sursee          | Suiza          | 2000 - 2004 |
| Ohio State Buckeyes | Estados Unidos | 2004 - 2008 |
| New Jersey Wildcats | Estados Unidos | 2006        |
| Jersey Sky Blue     | Estados Unidos | 2007        |
| FC Zürich           | Suiza          | 2008 - 2009 |
| Olympique de Lyon   | Francia        | 2009 - 2015 |
| VfL Wolfsburgo      | Alemania       | 2015 -      |

## Títulos

### Campeonatos nacionales
| Título              | Club              | País     | Temporada   |
| ------------------- | ----------------- | -------- | ----------- |
| Nationalliga A      | FC Zürich         | Suiza    | 2008 - 2009 |
| Division 1 Féminine | Olympique de Lyon | Francia  | 2009 - 2010 |
| Division 1 Féminine | Olympique de Lyon | Francia  | 2010 - 2011 |
| Division 1 Féminine | Olympique de Lyon | Francia  | 2011 - 2012 |
| Division 1 Féminine | Olympique de Lyon | Francia  | 2012 - 2013 |
| Division 1 Féminine | Olympique de Lyon | Francia  | 2013 - 2014 |
| Division 1 Féminine | Olympique de Lyon | Francia  | 2014 - 2015 |
| Copa de Francia     | Olympique de Lyon | Francia  | 2011 - 2012 |
| Copa de Francia     | Olympique de Lyon | Francia  | 2012 - 2013 |
| Copa de Francia     | Olympique de Lyon | Francia  | 2013 - 2014 |
| Copa de Francia     | Olympique de Lyon | Francia  | 2014 - 2015 |
| Copa de Alemania    | VfL Wolfsburgo    | Alemania | 2015 - 2016 |
| Bundesliga          | VfL Wolfsburgo    | Alemania | 2016 - 2017 |
| Copa de Alemania    | VfL Wolfsburgo    | Alemania | 2016 - 2017 |
| Bundesliga          | VfL Wolfsburgo    | Alemania | 2017 - 2018 |
| Copa de Alemania    | VfL Wolfsburgo    | Alemania | 2017 - 2018 |
| Bundesliga          | VfL Wolfsburgo    | Alemania | 2018 - 2019 |
| Copa de Alemania    | VfL Wolfsburgo    | Alemania | 2018 - 2019 |
| Bundesliga          | VfL Wolfsburgo    | Alemania | 2019 - 2020 |
| Copa de Alemania    | VfL Wolfsburgo    | Alemania | 2019 - 2020 |
| Copa de Alemania    | VfL Wolfsburgo    | Alemania | 2020 - 2021 |

### Campeonatos internacionales
| Título            | Club              | Sede final | Temporada   |
| ----------------- | ----------------- | ---------- | ----------- |
| Liga de Campeones | Olympique de Lyon | Inglaterra | 2010 - 2011 |
| Liga de Campeones | Olympique de Lyon | Alemania   | 2011 - 2012 |

## Vida personal
Dickenmann es lesbiana y se encuentra en pareja con la futbolista alemana Anna Blässe.